# Callisto Balbo Bertone di Sambuy
Callisto Balbo Bertone (Torino, 1802 – Torino, 10 febbraio 1865) è stato un nobile e generale italiano, che prese parte sia alla prima, che alla seconda guerra d'indipendenza italiana. Al comando della Divisione di cavalleria partecipò alla battaglia di Magenta. Decorato della Croce di Commendatore dell'Ordine militare di Savoia e del titolo di Cavaliere di Gran Croce decorato di Gran Cordone dell'Ordine dei Santi Maurizio e Lazzaro.

## Biografia
Membro di una nobile ed antica famiglia piemontese di rango comitale, nacque a Torino nel 1802, figlio di Carlo Balbo Bertone Conte di Sambuy (1765-1828) e di Daria Delfina Ghilini (1774-1836). Entrò giovanissimo nella Regia Accademia Militare di Torino dalla quale uscì col grado di sottotenente dei cavalleggeri del re nel 1826, assegnato al Reggimento "Dragoni del Genevese". Promosso dapprima tenente, e poi capitano nel 1831, prese successivamente servizio presso il Reggimento "Genova Cavalleria", e il 3 aprile 1837 sposò la signorina Carolina Vittoria Massel.
Promosso maggiore dal 1842, con questo grado prese parte alla prima guerra d'indipendenza italiana, durante la quale venne nominato colonnello col ruolo di comandante del 3º Reggimento Savoia Cavalleria. Venne nel contempo a contatto con gli ambienti di corte, dove nel 1838 era già stato nominato secondo scudiero di S.M. il Re Carlo Alberto. Nel 1853 venne promosso maggior generale e nel 1858 ottenne il comando della Divisione di cavalleria con la quale, nell'ambito della seconda guerra d'indipendenza, prese parte tra l'altro alla battaglia di Magenta. Poco dopo il termine dei conflitto venne nominato tenente generale in comando alla Divisione militare di Cremona e poco dopo fu nominato Ispettore.
Morì nella Torino, allora capitale del Regno d’Italia, il 10 febbraio 1865.

## Ascendenza
|                                |                             |                               | Genitori                              |  |  | Nonni |  |  | Bisnonni                    |  |  | Trisnonni                               |  |
|                                |                             |                               |                                       |  |  |       |  |  | Giulio Cesare Balbo Bertone |  |  | Giovanni Battista Antonio Balbo Bertone |  |
|                                |                             |                               |                                       |  |  |       |  |  | Giulio Cesare Balbo Bertone |  |  | Giovanni Battista Antonio Balbo Bertone |  |
|                                |                             | Lucrezia Olimpia Tana         |                                       |  |  |       |  |  | Giulio Cesare Balbo Bertone |  |  |                                         |  |
| Carlo Emanuele Balbo Bertone   |                             |                               |                                       |  |  |       |  |  | Giulio Cesare Balbo Bertone |  |  |                                         |  |
|                                |                             | Beatrice di Saluzzo           | Carlo Michelantonio di Saluzzo        |  |  |       |  |  |                             |  |  |                                         |  |
|                                |                             | Beatrice di Saluzzo           | Carlo Michelantonio di Saluzzo        |  |  |       |  |  |                             |  |  |                                         |  |
|                                |                             | Beatrice di Saluzzo           | Cristina Biandrate                    |  |  |       |  |  |                             |  |  |                                         |  |
| Carlo Gabriele Balbo Bertone   |                             | Beatrice di Saluzzo           |                                       |  |  |       |  |  |                             |  |  |                                         |  |
|                                |                             | Filippo Valentino Asinari     | Ghiron Roberto Asinari di San Marzano |  |  |       |  |  |                             |  |  |                                         |  |
|                                |                             | Filippo Valentino Asinari     | Ghiron Roberto Asinari di San Marzano |  |  |       |  |  |                             |  |  |                                         |  |
|                                |                             | Filippo Valentino Asinari     | Maria Margherita Alfieri di Magliano  |  |  |       |  |  |                             |  |  |                                         |  |
| Rosalia Asinari di San Marzano |                             | Filippo Valentino Asinari     |                                       |  |  |       |  |  |                             |  |  |                                         |  |
|                                |                             | Maria Luigia Ferrero-Fieschi  | Vittorio Amedeo Ferrero-Fieschi       |  |  |       |  |  |                             |  |  |                                         |  |
|                                |                             | Maria Luigia Ferrero-Fieschi  | Vittorio Amedeo Ferrero-Fieschi       |  |  |       |  |  |                             |  |  |                                         |  |
|                                |                             | Maria Luigia Ferrero-Fieschi  | Giovanna Irene Caracciolo             |  |  |       |  |  |                             |  |  |                                         |  |
| Callisto Balbo Bertone         |                             | Maria Luigia Ferrero-Fieschi  |                                       |  |  |       |  |  |                             |  |  |                                         |  |
|                                | Giovanni Tommaso II Ghilini | Francesco Gerolamo II Ghilini |                                       |  |  |       |  |  |                             |  |  |                                         |  |
|                                | Giovanni Tommaso II Ghilini | Francesco Gerolamo II Ghilini |                                       |  |  |       |  |  |                             |  |  |                                         |  |
|                                | Giovanni Tommaso II Ghilini | Angelica Mussa                |                                       |  |  |       |  |  |                             |  |  |                                         |  |
| Manfredo III Ghilini           | Giovanni Tommaso II Ghilini |                               |                                       |  |  |       |  |  |                             |  |  |                                         |  |
|                                |                             | Daria Prati                   | Andrea Agostino Prati                 |  |  |       |  |  |                             |  |  |                                         |  |
|                                |                             | Daria Prati                   | Andrea Agostino Prati                 |  |  |       |  |  |                             |  |  |                                         |  |
|                                |                             | Daria Prati                   | Isabella Mandrino                     |  |  |       |  |  |                             |  |  |                                         |  |
| Daria Delfina Ghilini          |                             | Daria Prati                   |                                       |  |  |       |  |  |                             |  |  |                                         |  |
|                                |                             | Francesco Provana             | -                                     |  |  |       |  |  |                             |  |  |                                         |  |
|                                |                             | Francesco Provana             | -                                     |  |  |       |  |  |                             |  |  |                                         |  |
|                                |                             | Francesco Provana             | -                                     |  |  |       |  |  |                             |  |  |                                         |  |
| Costanza Provana               |                             | Francesco Provana             |                                       |  |  |       |  |  |                             |  |  |                                         |  |
|                                |                             | -                             | -                                     |  |  |       |  |  |                             |  |  |                                         |  |
|                                |                             | -                             | -                                     |  |  |       |  |  |                             |  |  |                                         |  |
|                                |                             | -                             | -                                     |  |  |       |  |  |                             |  |  |                                         |  |
|                                |                             | -                             |                                       |  |  |       |  |  |                             |  |  |                                         |  |

### Esplicative
1. ↑  Tale divisione era formata da I (Reggimenti "Nizza Cavalleria" e "Piemonte Reale") e II Brigata (Reggimenti "Savoia Cavalleria" e "Genova Cavalleria"), e I Brigata d’artiglieria (I e II Batteria d'artiglieria a cavallo).

### Bibliografiche
1. 1 2  Cibrario 1827, p. 448.
2. 1 2  Calendario generale pe' regii stati, 1839, p. 320.
3. 1 2  Brignole 2007, p. 42.
4. ↑  Alessandro Fontana, Il Palmaverde: calendario storico-statistico-amministrativo 1835, Collegio SSRM, Torino, 1835, pag.182.
5. ↑  web del Quirinale: dettaglio decorato.